# 下井谷幸穂
下井谷 幸穂（しもいたに ゆきほ、2006年8月4日 - ）は、日本の歌手、アイドル。女性アイドルグループアンジュルムのメンバー。
岡山県出身。アップフロントプロモーション所属。

## 略歴
2022年
- 「ハロー!プロジェクト「モーニング娘。'22」「Juice=Juice」合同新メンバーオーディション」に応募するが、落選。
- 8月9日、上村麗菜とともにハロプロ研修生に加入。

2023年
- 5月23日、後藤花と共にアンジュルムへの加入が発表された。
- 12月13日、『RED LINE/ライフ イズ ビューティフル!』でアンジュルムとしてメジャーデビュー。

2024年
- 9月30日、水島警察署の一日警察署長に就任。

2025年
- 8月23日、西日本出身のハロー!プロジェクトのメンバーによるユニット『ハロプロ西日本』に参加、所属事務所の先輩である杉田二郎の楽曲『戦争を知らない子供たち』のカバーを配信リリース予定。

## 人物
- ニックネームは、ゆっぴょん[1]、もいもい[2][3]。メンバーカラーはホットピンク[1]。
- 血液型O型[4]。
- 趣味はダンス、手話[4]。
- 趣味は動画観賞、読書すること[4]。
- 好きな音楽ジャンルはJ-POP[4]。
- 好きなスポーツはハンドボール[4]。
- 座右の銘は「笑う門には福来る」[4]。

## 所属グループ・ユニット
- アンジュルム（2023年 - ）
- ハロプロ西日本（2025年 - ）